# Corydalus luteus
Corydalus luteus is een insect uit de familie Corydalidae, die tot de orde grootvleugeligen (Megaloptera) behoort. Een later synoniem is Corydalus laevicornis (Stitz, 1914). De soort komt voor in het midden-zuiden van de Verenigde Staten, Mexico en zuidelijk tot Panama. De typelocatie is Misantla in Mexico. Het lectotype van de soort wordt bewaard in het Museum für Naturkunde in Berlijn.